# 东乡平八郎
东乡平八郎（日语：〔〕／ Tōgō Heihachirō；1848年1月27日—1934年5月30日），讳名实良，大日本帝国元帥海军大将，從一位大勋位功一級侯爵。
在對馬海峽海戰中，东乡平八郎率領大日本帝国海軍大破俄罗斯帝国海軍。由于他和大山巖同藩，所以时人称颂“陆上大山海上东乡”。

## 生平

### 早年經歷

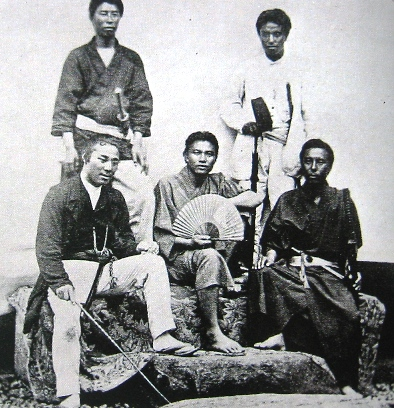
春日丸船員於1869年8月的合照。右後穿白衣的是東鄉平八郎。

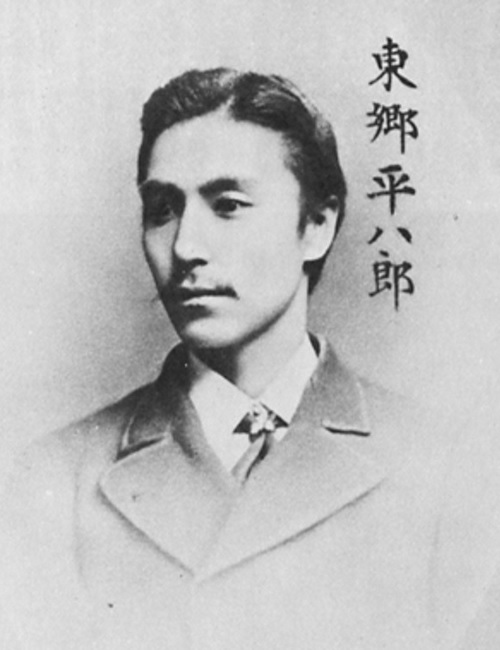
留學英国時的東鄉平八郎（攝於1877年）

东乡平八郎1848年1月27日生于萨摩藩鹿儿岛加治屋町。幼名仲五郎，於15岁元服时改名平八郎实良。其父东乡吉左卫门(东乡实友)热心于海军，对东乡平八郎有很大的影响。1863年从军薩摩藩，参加萨英战争（对英国的战争）。1866年参加薩摩藩新成立的海军。1868年戊辰戰爭中，作为海军軍官，在萨摩藩的战舰春日号上参加阿波冲海战，决战幕府的开阳号战舰。1871年到1878年，在英国留学，就讀的是訓練商船駕駛人員的泰晤士航海訓練學院(英國不許日本人參加軍校考試，與北洋名將劉步蟾選擇不考軍校不同)，后来成为一艘轻巡洋舰的建造监督。1877年反对明治政府的西南战争爆发时据说他说过“如果我在国内就会在西乡先生鞍前马后了。”而他的哥哥小倉壮九郎就参加了萨军并自杀而死。
1884年任“天城”舰舰长，曾至上海、福州和基隆等地观察中法战争情况。1894年7月25日，甲午战争（日方稱為日清戰爭）前夕，豐島海戰中，作为「浪速」艦舰长，击沉大清帝國运兵船“高升”号，清軍七百余人陣亡。1894年9月17日，大東溝海战中，指挥「浪速」艦作战。1895年3月日本進攻澎湖时，指挥第一游击队以火力支援步兵登陆。

### 出任海军大学校校长
1895年晋升海军中将并出任海军大学校校长。

### 出任联合舰队司令官

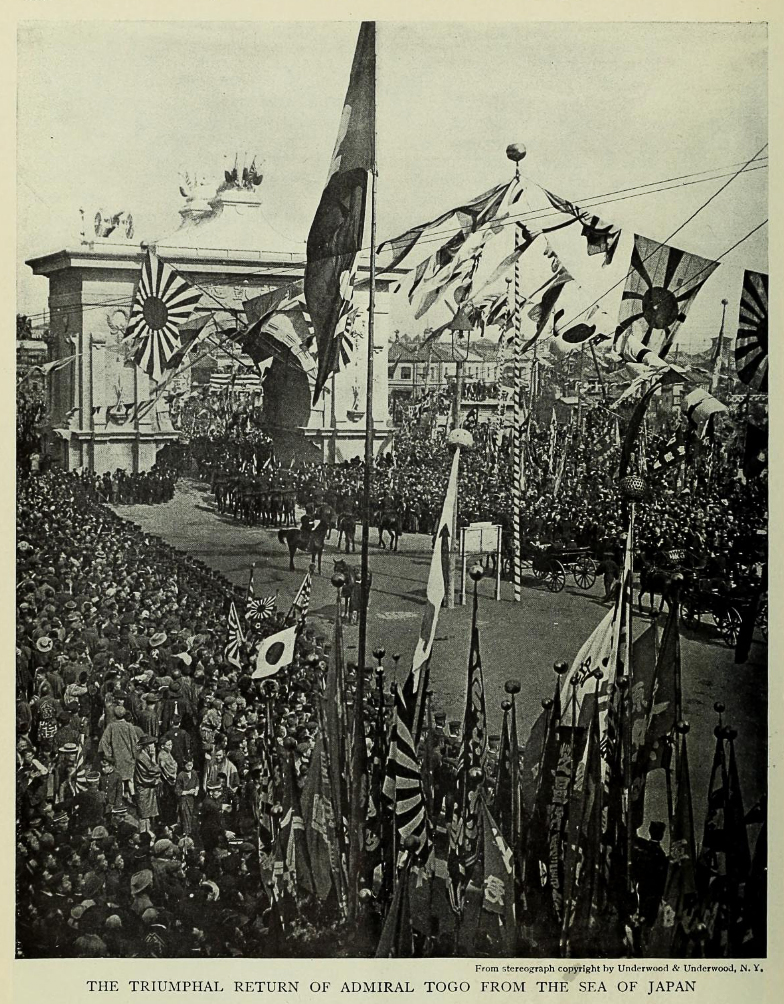
祝贺東鄉平八郎凱旋而歸的巡游。東京新橋奉迎門前。

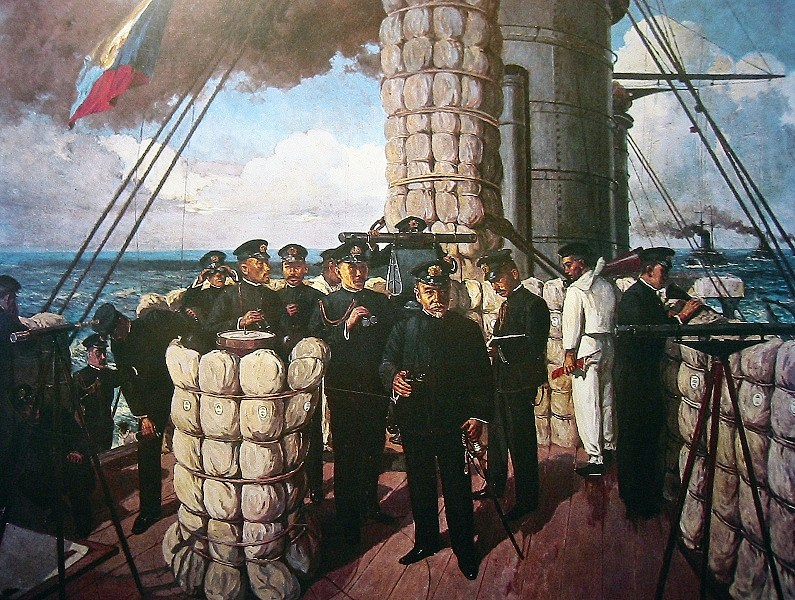
東鄉平八郎大将在旗舰三笠号舰桥上指挥对马海峡海战的油画

1900年，八国联军攻打大清帝国时任日本常备舰队司令。1904年，日俄战争中任日本联合舰队司令官。2月8日突袭俄羅斯帝國租地旅顺港内的俄国舰队。俄国的两艘铁甲舰、一艘巡洋舰顿时被击毁。同时，俄国军舰瓦利雅格号和柯列茨号，在朝鲜仁川也遭攻击。日本很快地夺得了制海权。4月，日本舰队大败俄国舰队，俄国太平洋舰队司令官马卡罗夫海军上将戰死。1904年6月6日晋升为海军大将。1904年8月10日指挥黄海海战，击败旅顺的俄国海军的突围。1905年5月27日指挥对马海峡海战，大破俄国长途奔袭的波罗的海舰队。此役决定了日俄战争中日本的最后胜利。此战前，他向全舰队发出信号旗：“已经发现敌舰，联合舰队即刻出动，今日天气晴朗但是波浪高”和“皇国兴废在此一战，各员一層奮励努力”的训令在日本家喻户晓。此战的胜利使得他也成了奥斯曼土耳其的平民偶像，有很多新生儿和街道以“TOGO”命名。

### 出任海军军令部部长
1905年12月，被任命为海军军令部部长兼海军将官会议议员，成为日本海军第四任首脑。

### 访问大韩帝国

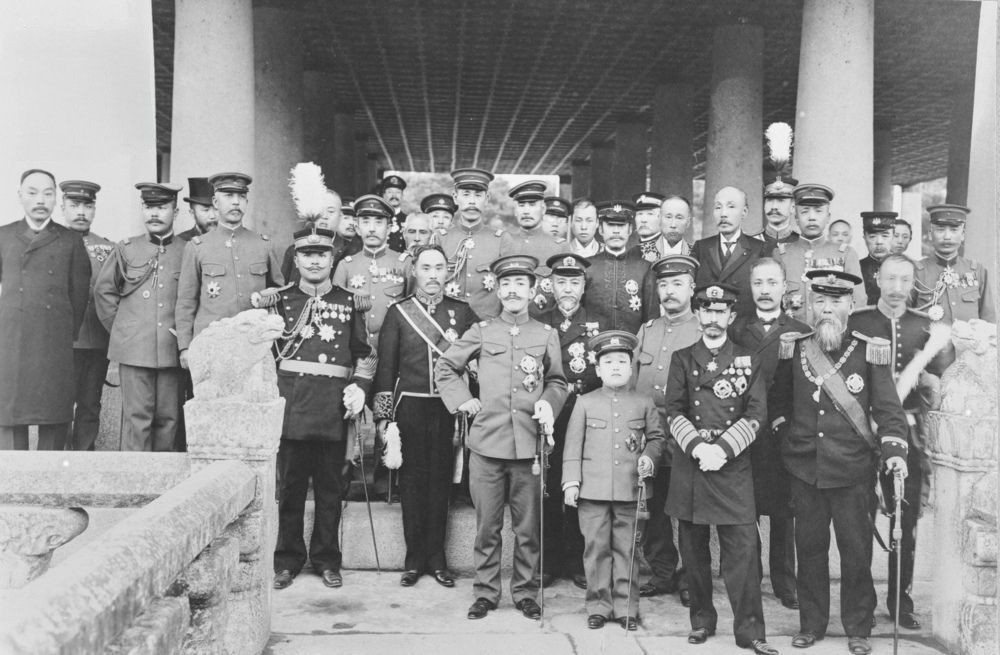
1907年，皇太子嘉仁亲王访问大韩帝国期间的合影，前排右起为伊藤博文、有栖川宫威仁亲王、桂太郎、大韩帝国皇太子李垠、东乡平八郎和皇太子嘉仁亲王。

1907年，东乡平八郎陪同皇太子嘉仁亲王一同访问了大韩帝国。

### 授予元帅
1913年，大正时期被赐予元帥称号。

### 晚年
1934年昭和时期病危时封侯爵。5月30日病死于东京，终年86岁，日本政府為其舉行國葬。

## 逸事

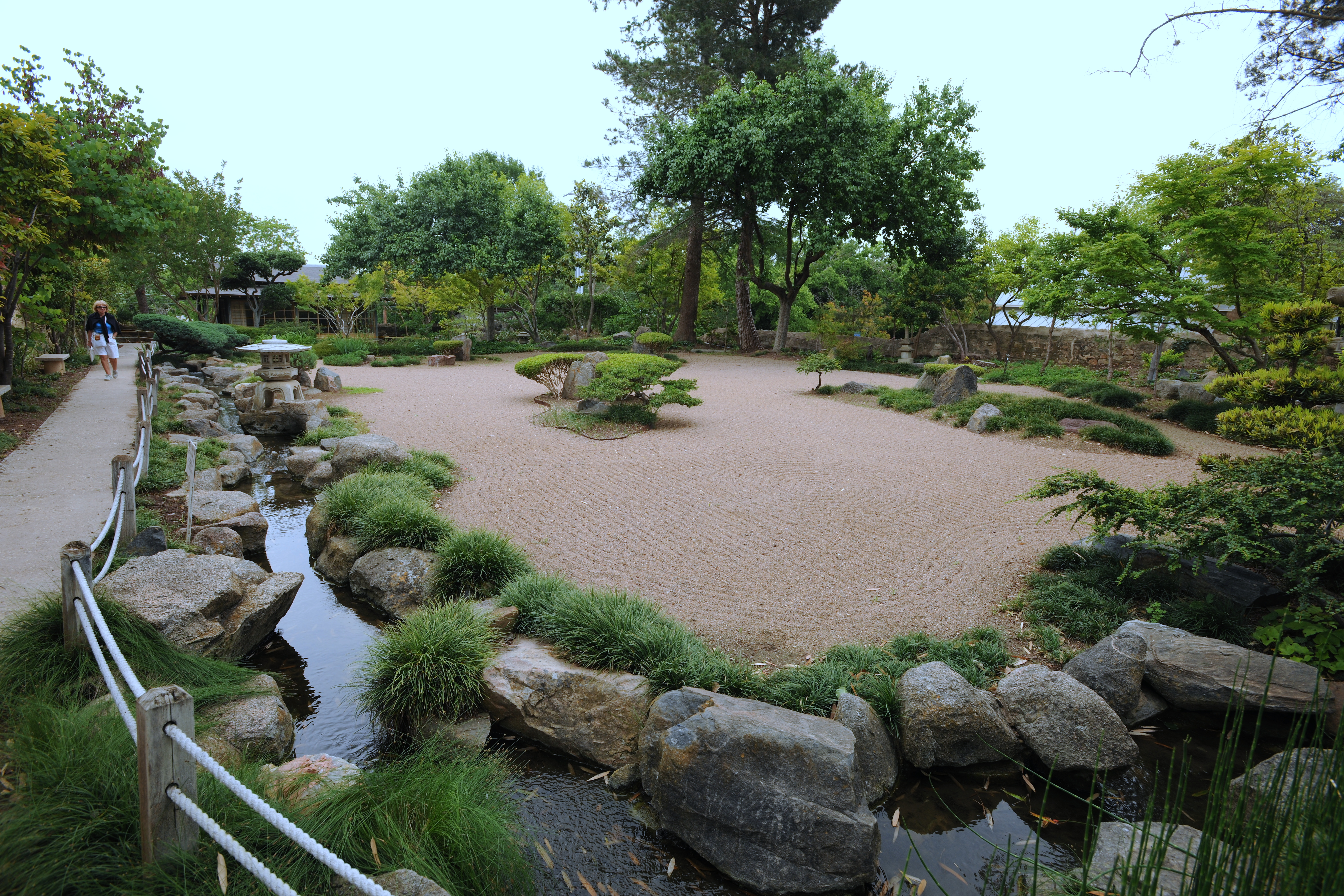
太平洋戰爭國家博物館中複製的東鄉花園

盛傳东乡平八郎深受阳明学的影响尊崇王陽明，随身携带的一塊腰牌上刻着“一生低首拜阳明。如1927年中华书局出版聶其杰《聂氏家庭集益会记录》有：「东乡海军大将者，中日、日俄两役之赫赫立功者也。尝铸一章曰：一生低首拜阳明」
1905年5月，當時日本帝國海軍於對馬海峽海戰大勝俄羅斯帝國的波羅的海艦隊，西奧多·羅斯福總統進行調停。明治天皇為戰爭的勝利而舉辦慶祝會，並發了邀請函到當時停泊於東京灣的俄亥俄號戰艦，由於當時艦上的高級軍官皆無興趣，便派了尼米茲在內的六名見習官代表參加，由於交通問題，他們很晚才抵達而坐到最靠近出口處。在宴會快結束時，尼米茲與朋友臨時起意，上前希望與對馬海峽的戰爭英雄東鄉平八郎大將一同敬酒，東鄉也以非常流利的英文和良好的風度予以回應，給了尼米茲極深的印象。
1958年，東鄉的崇拜者尼米茲海軍上將資助了對馬海峽海戰時東鄉旗艦三笠號的修復工作，停泊在三笠公園中。作為回報，日本工匠在德州太平洋戰爭國家博物館（位於尼米茲家鄉，舊稱尼米茲博物館）的“和平花園”中複製了東鄉的花園。

## 系譜

### 系圖
- 東鄉氏　：　源於桓武平氏流平良文。鎌倉時代中期以後移住薩摩国的渋谷一族的總領家。

```

　　　　　　　　　　　　　　　　　　 丸山徳三郎━━━良夫
吉左衛門實友重猗　　　　　　　　　　　　　　　　　　　┃
　　　　　　　┣祐之進（夭折）　　　　　　　　　　　　┣━━┳良久━━┳龍太
　　　　　　　┣小倉壮九郎　　　　　　　　　　　　　　┃　　┗平　　　┗将平
　　　　　　　┣平八郎━━━━┳彪━━━┳一雄━━┳喜久子
　　　　　　　┗四郎左衛門實武┣實　　　┣良子　　┣尚子
　　　　　　　　　　　　　　　┗八千代　┗百子　　┗宗子

```

### 父母
- 父：東鄉實友（薩摩藩士），母：益子（堀与三左衛門三女）。

### 兄弟姊妹
- - 長兄：東郷實猗（薩摩藩士，曾參加西南戰爭）。
    - 兄子：東鄉吉太郎（海軍中將）、東郷嶽彦（繼嗣叔父實武為養嗣子）、東郷吉四郎（陸軍中佐）。

  - 長姊：某（夭折）
  - 二兄：東鄉祐之進（夭折）
  - 三兄：小倉壮九郎知周（海軍大尉，西南戰爭中殉死）
  - 弟：東鄉四郎左衛門實武（戊辰戰争中在會津若松作戰時病死）

### 家庭
- 己：東鄉平八郎實良
  - 長子：東鄉彪（貴族院侯爵議員）
    - 長孫：東鄉一雄
    - 長孫女：東鄉良子

  - 次子：東鄉實（海軍少將）
    - 次孫：東鄉良一（海軍少尉，比島沖海戰中戰死，依例特晉大尉）
    - 三孫：某
      - 曾孫：東鄉宏重（日本海上自衛隊自衛官）

  - 長女：八千代
  - 次女：園田千代子（海軍少將·園田實之妻）